# Neue Gesellschaft für Bildende Kunst

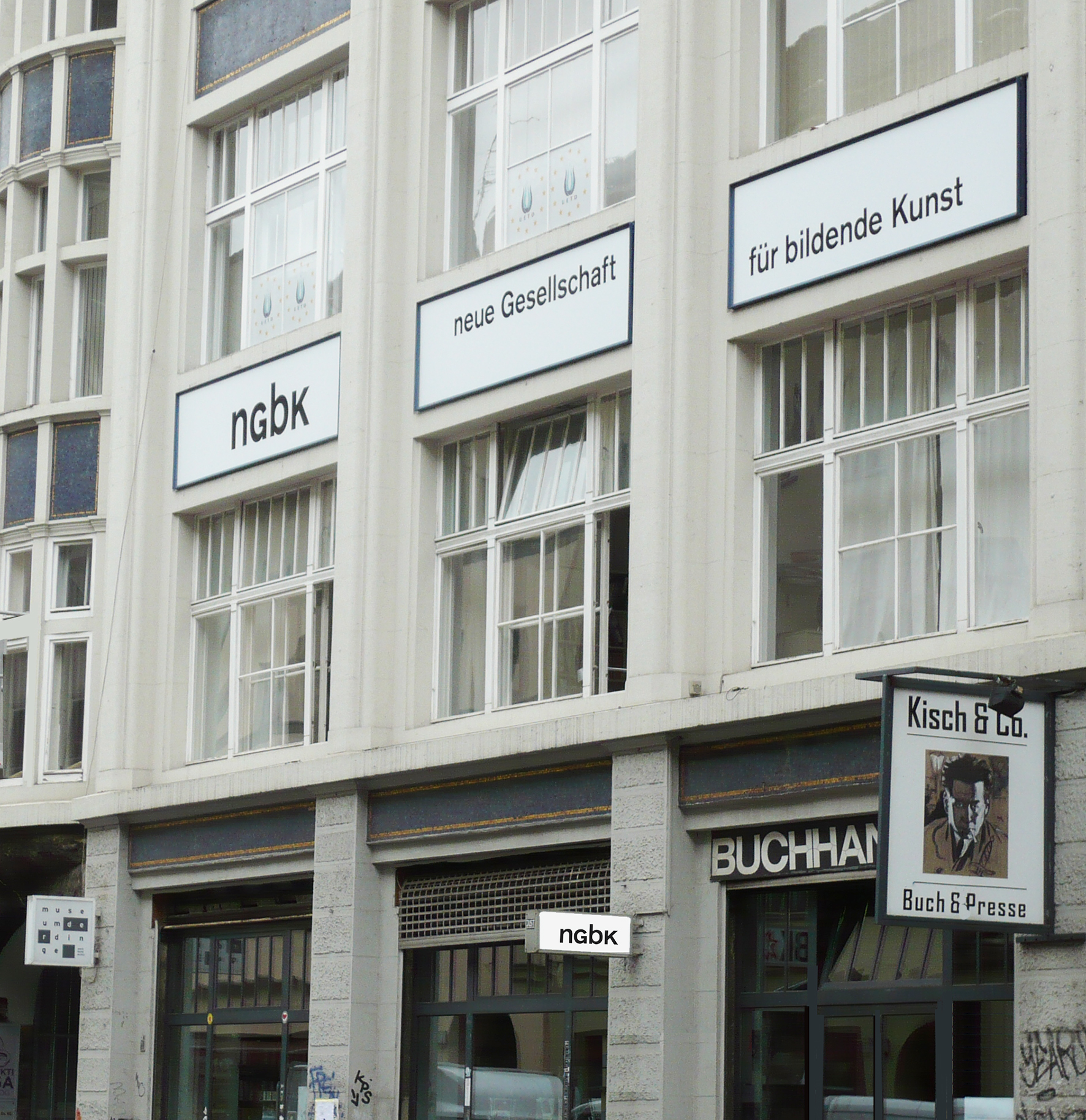
Gebäude der nGbK, Juli 2013

Die neue Gesellschaft für bildende Kunst (nGbK) ist ein deutscher Kunstverein. Er wurde 1969 mit basisdemokratischer Struktur gegründet und ist nach eigenen Angaben einer der bundesweit bedeutendsten und mitgliederstärksten Vereine seiner Art. Seine Ausstellungsräume und die Geschäftsstelle befanden sich von 1992 bis 2022 in der Oranienstraße 25 im Berliner Ortsteil Kreuzberg. Seit August 2023 befinden sie sich in der Karl-Liebknecht-Straße 11/13 im Ortsteil Mitte. Seit 2020 leitet Annette Maechtel die nGbK.

## Geschichte
Die nGbK entstand 1969 nach der Auflösung der Deutschen Gesellschaft für Bildende Kunst zeitgleich mit der Neugründung des Neuen Berliner Kunstvereins, der ein traditionelleres Kunstverständnis zeigte. Die Satzung der nGbK sieht vor, dass die Mitglieder selbst Projekte entwickeln können und diese in Arbeitsgruppen umsetzten. Die Arbeitsgruppen, die mindestens aus fünf Personen bestehen müssen, werden von der Jahreshauptversammlung genehmigt und nach Beendigung der Projekte wieder aufgelöst. Das basisdemokratische Prinzip unterscheidet diesen Verein von vielen anderen größeren deutschen Kunstvereinen, in denen meist ein Vereinsvorstand einen Kurator beruft und die Mitglieder keinen unmittelbaren Einfluss auf die Ausstellungsplanung haben.
Jedes Jahr beteiligen sich so mehr als 60 Mitglieder auf ehrenamtlicher und hauptamtlicher Basis am Jahresprogramm und werden zwischen sechs und elf Ausstellungen sowie über 100 Veranstaltungen realisiert. Zu zahlreichen Projekten und Ausstellungen erscheinen seit 1987 Publikationen im Verlag der nGbK. Frühe Ausstellungen wie John Heartfield (1969), Klaus Staeck (1975) und Wem gehört die Welt? (1977) argumentieren überzeugt gesellschaftskritisch, provokant auf neuartige, sozialwissenschaftlich informierte Weise. In der Folge wurden verstärkt Themen wie Exil und Widerständigkeit beleuchtet und Unabhängigkeits- und Internationalisierungsbestrebungen sowie das Nachwirken der nationalsozialistischen Ästhetik und (Kultur-)Politik in Deutschland reflektiert. In den 1990er Jahren trug die nGbK maßgeblich zur Durchsetzung des heute allgegenwärtigen Genres der thematischen Gruppenausstellung bei. Sie intensivierte die Auseinandersetzung mit Urbanismus, Medienkritik und Genderfragen, die sich bis heute durch ihr Programm zieht.
Virulente Diskurse und Debatten wie Gegenwart und Zukunft von Arbeit, Partizipation, künstlerischer Prekarität sowie postkoloniale, (post-)migrantische und ökonomie-kritische Ansätze werden in der nGbK offen diskutiert und zeitnah reflektiert. Kunst wird als Handlungsform verstanden, die auf gesellschaftliche Prozesse zurückwirkt.
Neben thematischen Gruppenausstellungen zeigt die nGbK immer wieder monografische Ausstellungen bedeutender Künstler. Dazu zählen Alfredo Jaar (2012), Félix González-Torres (2006, 1996 und 1990), Valie Export (2003), Yoko Ono (2003), Sanja Iveković (2002), Joan Jonas (2001), Hannah Wilke (2000), Dorothy Iannone (1997), Jeff Wall (1994), Hanne Darboven (1990), Diego Rivera (1987), Hans Haacke (1984), Astrid Klein (1983) und Martin Kippenberger (1981).
Seit den 1990er Jahren betreute die nGbK den künstlerischen Wettbewerb Kunst im Untergrund auf dem Alexanderplatz, dem Bahnsteig der U-Bahn-Linie U2. Seit 2000 wird das Format – auch geografisch – stetig weiterentwickelt, um den Umgang mit einem quasi-öffentlichen Raum, dem Stadtraum und dem Raum für Kunst politisch und gesellschaftskritisch zu definieren, neu zu verhandeln und in andere Kontexte zu setzen.
Seit 2008 vergibt die nGbK als erste Institution in Deutschland jährlich ein Stipendium für künstlerische Kunstvermittlung. Sie reagierte damit auf neueste Entwicklungen und setzt zugleich jene Förderung der Vermittlung künstlerischer Praktiken fort, die von Beginn an das Selbstverständnis des Vereins prägt.
Der Verein ist sowohl regional verankert als auch international vernetzt. Jedes Jahr besuchen mehr als 50.000 Besucher die Projekte und Veranstaltungen der nGbK, weiter kann der Verein auf mehr als 100 nationale und internationale Medienkontakte verweisen.
In zahlreichen Kooperationen realisierte die nGbK erfolgreiche Kollaborationen mit Stiftungen und Hochschulen und Ausstellungsprojekte auch in anderen Häusern wie dem Hamburger Bahnhof, der Akademie der Künste, der Alten Nationalgalerie (alle Berlin), dem Haus der Architektur (Graz), dem Taxispalais (Innsbruck), LaFilature (Mülhausen), INIVA (London) und im öffentlichen Raum.
Der Verein wurde über 40 Jahre finanziert durch die Deutsche Klassenlotterie Berlin und gefördert durch den Regierenden Bürgermeister von Berlin, der Senatskanzlei für kulturelle Angelegenheiten. Ab Juli 2022 wurde der Verein in den Kulturhaushalt übernommen und wird von der Senatsverwaltung für Kultur und Gesellschaftlichen Zusammenhalt gefördert.

## Struktur
Die Struktur der nGbK ermöglicht eine direkte Einflussnahme auf die inhaltliche Ausrichtung: Ausstellungen, Interventionen, Rechercheprojekte, Veranstaltungsreihen und Publikationen werden von Mitgliedern in interdisziplinären Projektgruppen entwickelt und von der ersten Idee bis zur Realisierung betreut.
Auch die Entscheidung über das Programm obliegt den Mitgliedern. Es wird jedes Jahr in einem kollektiven Prozess diskutiert und gewählt. So konnte eine Vielzahl von bedeutenden Projekten realisiert werden und sich die nGbK als innovativer Ort zeitgenössischer Kunst- und Ausstellungsproduktion etablieren, der Generationen von Kuratoren, Künstlern und Kulturschaffenden beeinflusst hat und dessen experimentelle Ausstellungskonzepte als wegweisend gelten, von dem wichtige Impulse ausgehen und Fragestellungen von gesellschaftspolitischer Relevanz bearbeitet werden. Themen wie Rassismus, Nationalismus und Stadtpolitik werden immer wieder verhandelt und die Auseinandersetzung mit (post-)migrantischen, (post-)kolonialistischen und Gender-Fragestellungen bildet einen weiteren Fokus. Virulente Diskurse und Debatten werden offen diskutiert und zeitnah reflektiert. Dabei wird Kunst als Handlungsform verstanden, die auf gesellschaftliche Prozesse zurückwirkt.

## Mitgliedschaft
In der nGbK treffen die Mitglieder auf Gleichgesinnte, um Ideen auszutauschen, Projekte zu entwickeln und zu realisieren, um voneinander zu lernen und zu profitieren – zu den Mitgliedern zählen unter anderem junge Menschen mit Interesse an Kultur und Politik. Auf regelmäßigen Treffen werden Themen entwickelt und Entscheidungen getroffen – in direktem Austausch, transparent und unterschiedliche Meinungen einbeziehend. Auf der Basis dieser Arbeitsweise entsteht seit 1969 ein erfolgreiches Programm.
Wer Mitglied in der nGbK wird, kann sich persönlich mit seinen Ideen einbringen und erhält darüber hinaus
- Einladungen zu allen Eröffnungen und Veranstaltungen der nGbK,
- freien Eintritt zu Veranstaltungen, für die Eintrittspreise erhoben werden,
- alle Publikationen der nGbK zum ermäßigten Mitgliedspreis,
- freien Eintritt zu den Ausstellungen anderer Kunstvereine, die der Arbeitsgemeinschaft Deutscher Kunstvereine (ADKV) angeschlossen sind,
- Einladungen zu allen Mitgliederversammlungen, um über Politik und Programm der nGbK zu diskutieren,
- ermäßigte Angebote für Kunstvereinsfahrten und andere Aktivitäten.

## Geschäftsführer der nGbK
- seit 2020 Annette Maechtel
- 2015–2020 Lilian Engelmann
- 2015 Oliver Baurhenn (Interim)
- 2012–2014 Karin Rebbert
- 1991–2011 Leonie Baumann
- 1985–1990 Christiane Ziesecke
- 1984–1985 Susanne von Falkenhausen
- 1984 Valdis J. Abölins